# 富瓦 (卢森堡省)
富瓦（法語：Foy，法語發音：[fwa]）是比利时瓦隆大区盧森堡省巴斯托涅的一个村庄。

## 突出部之役
二戰時間，富瓦在突出部之役時被德軍部隊佔領，美軍101空降師506團E連在临近富瓦的雅克树林（Bois Jacques，一個人工森林）死守苦戰近一星期，直到喬治·巴頓的美國第三集團軍突破巴斯托涅的德軍包圍線，最終成功令德軍撤退。
美國電視連續劇兄弟连第6及第7集亦有讲述巴斯托涅一役。

## 图集

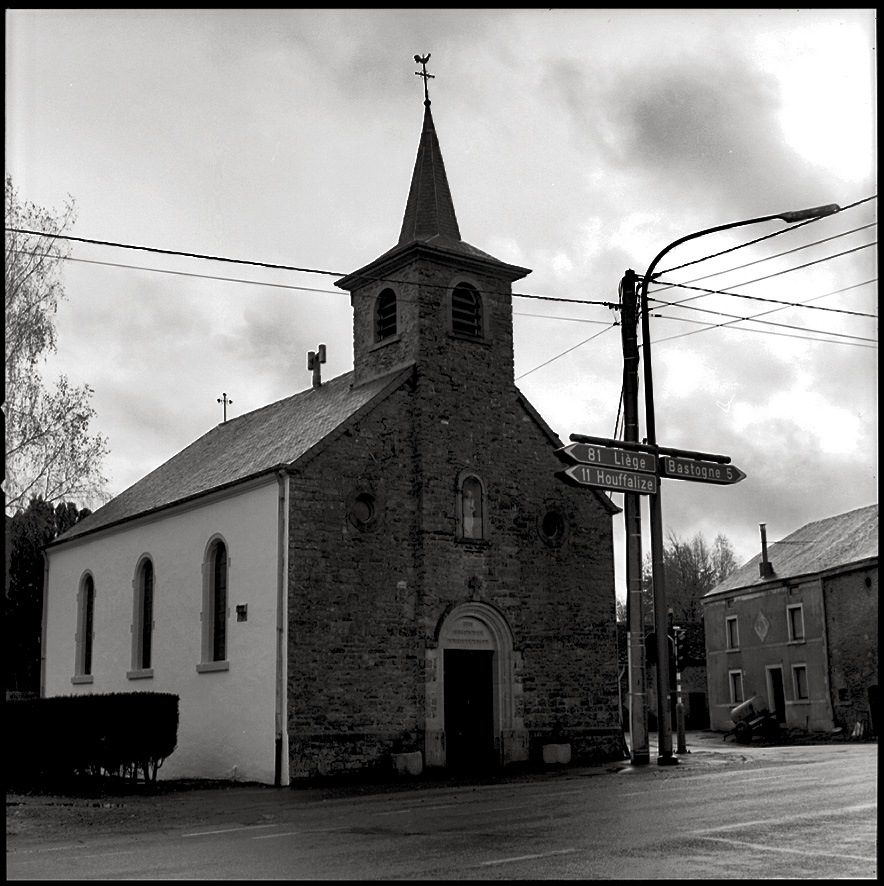
位於富瓦的一座教堂
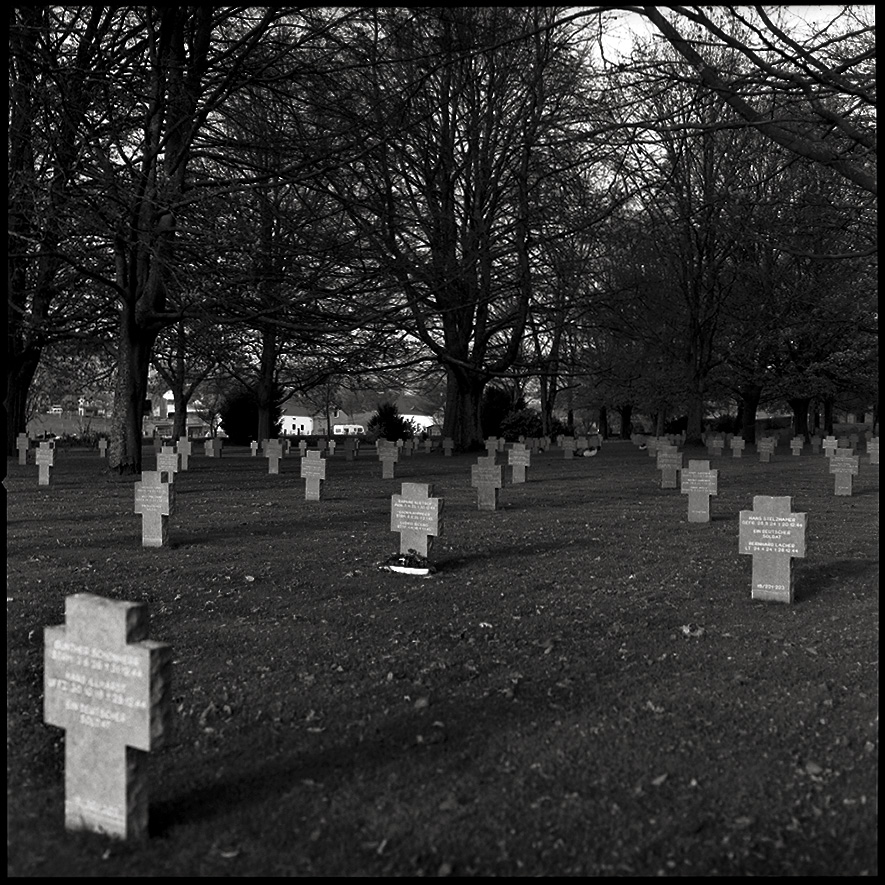
富瓦附近的德軍戰爭墓地